# Twins (film)
Twins is een Amerikaanse komedie uit 1988 die geregisseerd werd door Ivan Reitman. De hoofdrollen worden vertolkt door Arnold Schwarzenegger, Danny DeVito en Kelly Preston.

## Verhaal
In een genetisch experiment wordt de perfecte mens gecreëerd met het sperma van zes mannen die ieder op een bepaald terrein uitblinkers zijn. De kunstmatig geïnsemineerde vrouw blijkt echter zwanger van een tweeling. Eentje, Julius (Schwarzenegger), krijgt alle talenten. De ander, Vincent (DeVito), krijgt het 'genetisch afval'. Julius wordt opgevoed door Dr. Werner op een eiland in de Stille Zuidzee, terwijl Vincent aan de nonnetjes wordt afgestaan. Julius groeit op tot een supersportman en genie, maar omdat hij op een eiland is opgegroeid is hij erg naïef. Vincent groeit op tot een autodief en womanizer die zich voortdurend in de nesten werkt. Ze zien er zelfs niet eens uit als (tweeling)broers: Julius is groot en blond, en Vincent is klein, donker en dik.
Op zijn 35e hoort Julius van Dr. Werner dat hij een tweelingbroer heeft. Hij roeit 45 kilometer om het dichtstbijzijnde vliegveld te bereiken en neemt het vliegtuig naar LA. Daar ontmoet hij zijn broer Vince, die in de gevangenis zit wegens onbetaalde parkeerbonnen. Julius betaalt zijn borg, maar weet Vince er niet van te overtuigen dat hij zijn broer is. Hij rijdt weg en laat Julius achter, maar deze weet Vincent terug te vinden op het moment dat hij door een woekeraar wordt mishandeld omdat hij zijn schuld niet heeft betaald. Julius geeft Morris Klane, de woekeraar, een pak slaag, waardoor Vincent hem wat meer respecteert en hem wegwijs maakt in het snelle Amerikaanse leven.
Julius maakt kennis met Linda, met wie Vincent een knipperlichtrelatie heeft. Haar zus Marnie, die een hekel heeft aan Vincent, valt als een blok voor Julius, maar deze begrijpt haar flirtgedrag niet. Uiteindelijk worden de twee alsnog verliefd op elkaar. Julius wil nu ook zijn moeder zoeken maar Vincent was wijsgemaakt dat deze hem afgestaan en verlaten had, en wil hier dus niet aan beginnen. Julius ontmoet een van zijn zes vaders, die hem vertelt dat een wetenschapper, Michael Traven, wellicht weet waar ze is.
Ondertussen blijkt dat een auto die Vincent heeft gestolen een gestolen prototype brandstofinjector bevat waar een Houstonse industrieel 5 miljoen dollar voor overheeft. Omdat ook Traven zich daar in de buurt ophoudt (Los Alamos), besluiten Vincent, Julius, Marnie en Linda een reis te maken en zowel Julius' en Vincents moeder te zoeken als het prototype af te leveren. Webster, de eigenaar van de auto die ook het prototype gestolen had gaat nu echter ook op jacht naar hen om het prototype terug te krijgen. Webster is een ijskoude berekenende moordenaar, die gezocht wordt en daarom iedereen doodt die zijn gezicht heeft gezien. Bovendien zijn de woekeraars, de gebroeders Klane, ook uit op wraak vanwege het pak slaag dat Julius aan Morris Klane had gegeven. Webster en de gebroeders Klane treffen elkaar gelijktijdig in Vincents huis waar beiden inbreken, en in de volgende schermutseling schiet Webster twee van hen in hun been maar doodt ze niet.
Travis verwijst de broers naar een kunstenaarskolonie in Santa Fe. Onderweg proberen de gebroeders Klane, nu uitgebreid met hun neven, Vincent te doden. Dit mislukt en de groep ontsnapt. In de kolonie daar vertelt men hen echter dat hun moeder is overleden. De vrouw die hen te woord stond is echter wel degelijk de moeder, maar was wijsgemaakt door Travin dat haar zoons de bevalling niet hadden overleefd. Ze meent dat het een wrede truc is van grondspeculanten, die het terrein willen kopen.
Julius accepteert de dood van hun moeder, maar Vincent is boos en teleurgesteld, en reageert zich af op de andere drie. Hij smijt hen zonder pardon midden in New Mexico uit de auto en rijdt alleen verder naar Houston. Marnie en Linda zijn woedend en willen Vincent nooit meer zien, maar Julius gaat hem toch alleen achterna. Hij vreest namelijk dat Vincent zich wederom in de nesten zal werken.
In Houston verkoopt Vincent het prototype aan de industrieel, die vlak daarna door Webster wordt gedood. In een kat-en-muisspel weet Vincent bijna te ontsnappen, maar gaat terug als hij de stem van Julius hoort. Webster neemt hem gevangen maar met een list weten Vincent en Julius Webster te doden. Vincent wil nu het geld zelf houden maar Julius overtuigt hem het prototype en geld naar de politie te brengen. Ze ontvangen $ 50,000 beloning waarmee ze een bedrijf opzetten, terwijl Vincent toch stiekem een miljoen van de industrieel achterover drukt. Hij maakt het bovendien weer goed met Linda.
De hele zaak wordt op de nationale televisie uitgezonden en hun moeder reist naar Los Angeles, beseffend dat de twee echt haar zoons zijn. Vincent en Julius trouwen met respectievelijk Linda en Marnie, en het slot van de film toont Vincent en Julius ieder achter een dubbele kinderwagen, ieder trotse vader van een tweeling. Linda, Marnie, hun moeder en Dr. Werner completeren de gelukkige familie.

## Rolverdeling
| Acteur                | Personage           |
| --------------------- | ------------------- |
| Arnold Schwarzenegger | Julius Benedict     |
| Danny DeVito          | Vincent Benedict    |
| Kelly Preston         | Marnie Mason        |
| Chloe Webb            | Linda Mason         |
| Bonnie Bartlett       | Mary Ann Benedict   |
| Heather Graham        | young Mary Ann      |
| David Caruso          | Al Greco            |
| Trey Wilson           | Beetroot McKinley   |
| Marshall Bell         | Mr. Webster         |
| Tony Jay              | Professor Werner    |
| Hugh O'Brian          | Granger             |
| Nehemiah Persoff      | Dr. Mitchell Traven |
| Maury Chaykin         | Burt Klane          |
| Tom McCleister        | Bob Klane           |
| David Efron           | Morris Klane        |
| Sven-Ole Thorsen      |                     |
| Gus Rethwisch         |                     |
| Richard Portnow       | Tony                |
| Robert Harper         | Gilbert Larsen      |
| Jason Reitman         | Granger Grandson    |